# Yahya ben Zayd
Yahya ben Zayd (???-743) est un descendant du prophète Mahomet par sa fille Fatima. Il est également le fils du premier représentant du zaydisme, Zayd ibn Ali. Après la mort de son père lors d'une insurrection en 740, il continue la révolte des chiites contre les califes Omeyyades. Il meurt de la même manière que son père, il  est massacré avec ses partisans en juin 743. Ce massacre émeut profondément la population chiite du Khorassan, ce qui la disposa encore davantage à suivre Abu Muslim al-Khurasani, un des principaux instigateurs de la Révolution Abbasside des années 747-750.